# 神德寺塔
神德寺塔位于中国陕西省铜川市耀州区城关镇北步寿原下，又称耀县塔，2006年被列为第六批全国重点文物保护单位。
步寿原因汉宣帝在此建有步寿宫而得名。北魏时建有龙华寺，隋改大像阁，唐改神德寺，北宋末年毁于战火，金重建，并更名明德寺，明嘉靖二年改为文正书院。据文献记载，神德寺塔建于宋代，明清时期均有修缮。神德寺塔为密檐式空心砖塔，平面呈八角形，共九层，高35米，底层边长3.15米，塔身各层檐下均有仿木斗栱，出两跳，偷心造。底层有两个券门，塔身内木梯已毁。